# Municipio de Sveti Nikole
El municipio de Sveti Nikole (en idioma macedonio: Општина Свети Николе) es uno de los ochenta y cuatro municipios en los que se subdivide administrativamente Macedonia del Norte. Su capital es Sveti Nikole.

## Geografía
Este municipio se encuentra localizado en el territorio que abarca la región estadística del este.

## Población
La superficie de este municipio abarca una extensión de territorio de unos 482,89 kilómetros cuadrados. La población de esta división administrativa se encuentra compuesta por un total de 18.497 personas (según las cifras que arrojaron el censo llevado a cabo en el año 2002). Mientras que su densidad poblacional es de unos treinta y ocho habitantes por cada kilómetro cuadrado.
En la capital municipal Sveti Nikole viven algo más de dos tercios de la población. El resto de la población municipal se reparte en los siguientes pueblos: Blizanci (Алакинце), Azambegovo (Амзабегово), Arbasanci (Арбасанци), Bogoslovec (Богословец), Burilovci (Буриловци), Gorno Ğuğance (Горно Ѓуѓанце), Gorno Crnilište (Горно Црнилиште), Grobinci (Горобинци), Delisinci (Делисинци), Dolno Ğuğance (Долно Ѓуѓанце), Dolno Crnilište (Долно Црнилиште), Erďelija (Ерџелија), Kadrifakovo (Кадрифаково), Knežje (Кнежје), Krušica (Крушица), Makreš (Макреш), Malino (Малино), Mezdra (Мездра), Mečkuefci (Мечкуевци), Mustafino (Мустафино), Nemanjica (Немањица), Orel (Орел), Pavlešenci (Павлешенци), Patetino (Патетино), Peširovo (Пеширово), Preod (Преод), Rančinci (Ранчинци), Sopot (Сопот), Stanulovci (Стануловци), Stanjevci (Стањевци), Stroimanci (Строиманци) y Trstenik (Трстеник).